# 學部 (越南)

學部之印 (Học Bộ chi ấn)

學部（越南语：／）是越南阮朝官署之一。越南阮朝原依照中國明清制度，設置六部。法屬以後，事情漸變。維新元年（1907年）九月，阮朝增設學部，與其他六部並稱內閣七部，長官為學部尚書。保大年間更名為教育部。保大八年（1933年），再更名為國民教育部。
學部主要統轄原吏部賓興司管轄的國子監和各省學堂。此後新成立的法文學堂和國文學堂也多由學部管轄。學部設置學部尚書一員，學部參知或學部侍郎一員。由協辦大學士高春育擔任首位學部尚書。